# Глоговец (Алба)
Глоговец (рум. Glogoveț) насеље је у Румунији у округу Алба у општини Ваља Лунга. Oпштина се налази на надморској висини од 325 m.

## Становништво
Према подацима из 2002. године у насељу је живело 201 становника, од којих су сви румунске националности.